# Rogelio Ramos Signes
Rogelio Ramos Signes (San Juan, Argentina; 1950) es un poeta, novelista, ensayista, cuentista, microrrelatista y periodista cultural. Con trece libros publicados y una venintena de libros inéditos fue ganador de los premios “Más Allá” (1986), “Alija” y “Luis José de Tejeda” (2008).

## Biografía
Pasó su infancia en San Juan, su adolescencia en Rosario (provincia de Santa Fe) y reside en Tucumán desde 1972.
Comenzó a publicar cuentos y poemas en la revista rosarina “El Lagrimal Trifurca”, dirigida por Francisco Gandolfo. Por sugerencia de Juan Rulfo publicó sus primeros microrrelatos en la revista “El cuento” de México, dirigida por Edmundo Valadés. Colaboró con “Crisis”, dirigida por Eduardo Galeano, “Minotauro” y “El Péndulo”, ambas dirigidas por Marcial Souto, entre otras publicaciones de gran predicamento en la vida cultural de Argentina.[cita requerida]
En los años 80 integró el grupo literario “Nunca estamos juntos” con Maísi Colombo, Ricardo Gandolfo y Manuel Martínez Novillo. Ganó numerosos premios, publicó trece libros y fue incluido en más de un centenar de antologías de diferentes especialidades.[cita requerida]
Parte de su obra está traducida a diferentes idiomas como el francés, inglés y húngaro.[cita requerida]
Forma parte del Grupo “Buena Letra”, de consultoría editorial, dirigido por Claudia Nicolini, dedicado a la redacción, corrección y traducción de textos. Dicta cursos de escritura.
Es articulista y crítico literario del diario “La Gaceta” de Tucumán. Es miembro fundador e integra la Asociación Literaria “Dr. David Lagmanovich”, junto a Ana María Mopty, Mónica Cazón, Liliana Massara y Julio Estefan. Dicha asociación se dedica a la difusión de poesía, microrrelatos y textos académicos de escritores del Noroeste argentino, además de organizar lecturas públicas, jornadas temáticas, congresos de literatura y presentaciones de libros, entre otras actividades a nivel nacional.[cita requerida]
Dirige desde 1982 la revista “A y C” (Arquitectura y Construcción), la publicación de más larga vida en el interior de la República Argentina.[cita requerida]

## Obras literarias
- Las escamas del señor Crisolaras (cuentos) Sudamericana, Buenos Aires, 1983.[1]
- Diario del tiempo en la nieve (novela) Minotauro, Buenos Aires, 1985.[1]
- En los límites del aire, de Heraldo Cuevas (novela) El Péndulo, Bs. As. 1986.[1]
- Soledad del mono en compañía (poesía) Libros del Hangar, Tucumán, 1994.[1]
- Polvo de ladrillos (ensayos) Libros del Hangar, Tucumán, 1995.[1]
- El ombligo de piedra (ensayos) Libros del Hangar, Tucumán. Dos ediciones: 2000 y 2001.[1]
- En busca de los vestuarios (novela,) Ediciones del Eclipse, Buenos Aires, 2005.[1]
- Un erizo en el andamio (ensayos) Libros del Hangar, Tucumán, 2006.[1]
- La casa de té (poesía) Ediciones en Danza, Buenos Aires, 2009.[2]
- Por amor a Bulgaria (novela) Dirección de Cultura, Córdoba, 2009.[2]
- Todo bicho que camina (microrrelatos) Universidad Nacional de Tucumán, 2009.[2]
- El décimo verso (poesía) Ediciones del Árbol, Buenos Aires, 2011.[2]
- La sobrina de Úrsula (novela) Culiquitaca, Tucumán, 2015.[2]

### Antologías compiladas
- Monoambientes (microrrelatos) Desde la Gente, IMFC, Buenos Aires, 2008. 29 microrrelatistas del Noroeste argentino.[4]
- Ajenos al vecindario (poesía) Último Reino, Buenos Aires, 2009. 4 poetas de Tucumán de los años 80.[cita requerida]
- Cuaderno Laprida (microrrelatos), en colaboración con Julio Estefan. La aguja de Buffon, Tucumán, 2016. 72 microrrelatistas de todo el mundo hispano recrean un texto de David Lagmanovich.[5]

## Premios y distinciones
- Premio “Más Allá” a la mejor novela de ciencia ficción publicada en el bienio 85-86 en Argentina, por En los límites del aire, de Heraldo Cuevas.[1]
- Premio “Alija” a la mejor novela ilustrada para adolescentes, por En busca de los vestuarios.[1]
- Premio “Luis José de Tejeda” (2008) a la mejor novela breve, por Por amor a Bulgaria.[2]
- Mención Honorífica en el concurso “Luis José de Tejeda” (2011), por Hotel Carballido.[6]
- Gran Premio Regional en Cuentos del Noroeste (2011), organizado por la Secretaría de Cultura de la Presidencia de la Nación.[6]